# Lestomyia strigipes
Lestomyia strigipes là một loài ruồi trong họ Asilidae. Lestomyia strigipes được Curran miêu tả năm 1931. Loài này phân bố ở vùng Tân Bắc giới.